# شاهرول مصطفى
شاهرول مصطفى (2 أبريل 1981 بإيبوه في ماليزيا - ) هو لاعب كرة قدم ماليزي في مركز الوسط. شارك مع منتخب ماليزيا لكرة القدم. أما مع النوادي، فقد لعب مع نادي كيدا دارول أمان وPerak F.C. ‏ وFelcra F.C. ‏ ونادي تيفانا ‏ وفيلدا يونايتد وPolis Diraja Malaysia FC ‏.

## وصلات خارجية
- شاهرول مصطفى على موقع ناشيونال فوتبول تيمز (الإنجليزية)
- شاهرول مصطفى على موقع Soccerway.com (الإنجليزية)